# Xã Centre, Quận Perry, Pennsylvania
Xã Centre (tiếng Anh: Centre Township) là một xã thuộc quận Perry, tiểu bang Pennsylvania, Hoa Kỳ. Năm 2010, dân số của xã này là 2.491 người.